# 阿伯丁 (北卡羅萊納州)
阿伯丁（英語：Aberdeen）是一個位於美國北卡羅萊納州穆爾縣的城鎮。

## 人口
根據2020年美國人口普查的數據，阿伯丁的面積為28.50平方千米，皆為陸地。當地共有人口8516人，而人口密度為每平方千米299人。